# Francisco Javier de Istúriz

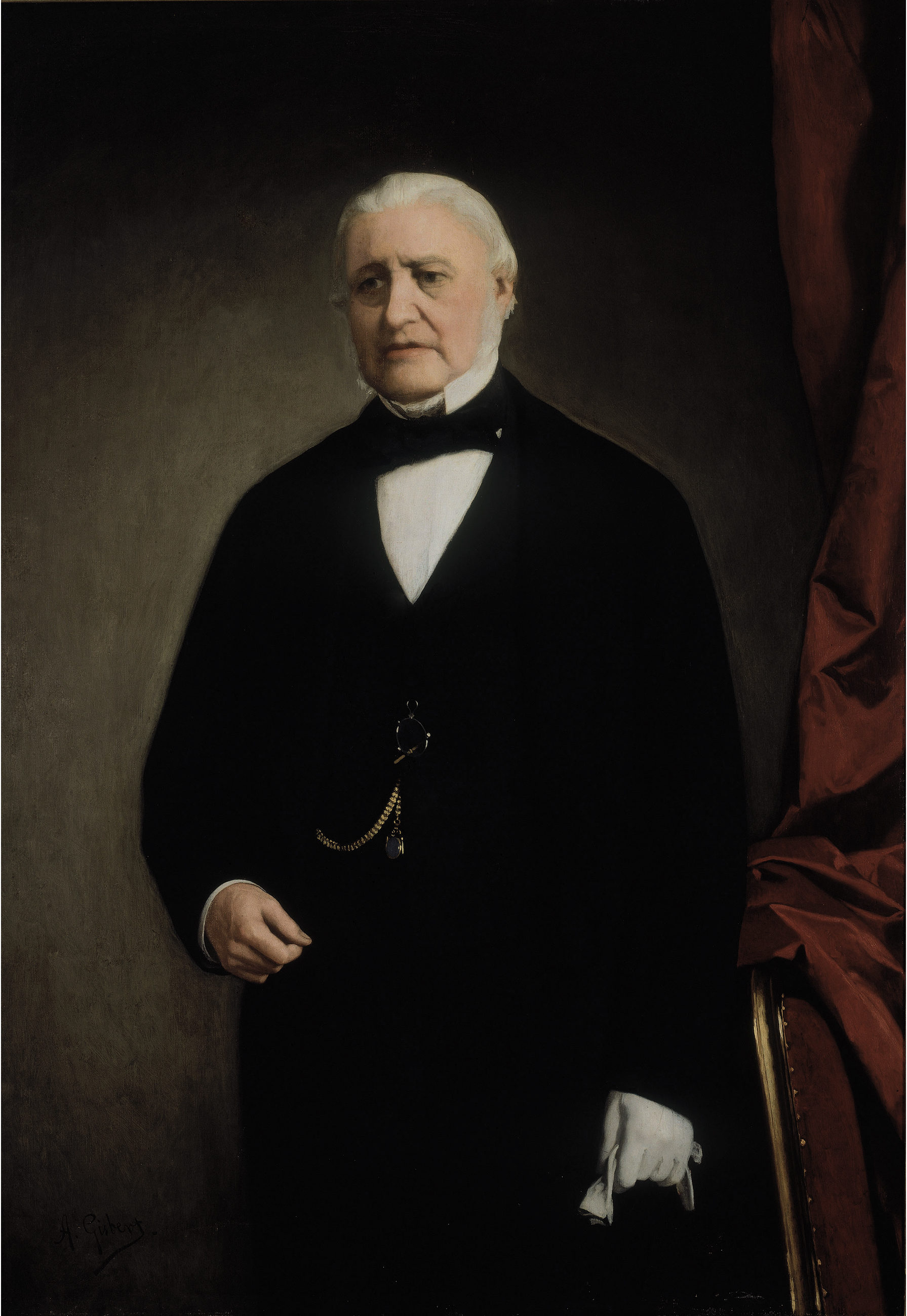
Francisco Javier de Istúriz.

Francisco Javier de Istúriz Montero, född 31 oktober 1790 i Cádiz, död 2 april 1871 i Madrid, var en spansk politiker. 
Istúriz var en av de verksammaste upphovsmännen till 1820 års mot despotismen riktade revolution i Spanien, blev 1822 medlem av cortes och 1823 dess president, men tvingades samma år, sedan revolutionen blivit undertryckt och han själv dömts till döden, fly till England. På grund av 1834 års amnesti återvände han till Spanien och blev ånyo medlem av cortes, där han i början anslöt sig till de radikala. När hans vän Juan Álvarez Mendizábal 1835 trädde i spetsen för ministären, utsågs han till president i andra kammaren, men började snart en häftig opposition mot denne och närmade sig alltmer de moderata. 
Istúriz efterträdde i maj 1836 Mendizábal som konseljpresident och utrikesminister, men tvingades redan i augusti samma år fly ur landet, sedan drottningen genom ett soldatuppror tvungits att antaga 1812 års liberala författning. År 1837 avlade han emellertid ed på den genomsedda författningen och blev 1838 ånyo president i cortes, var februari till april 1846 (under striden om "de spanska giftermålen") åter ministerpresident, 1847–48 och 1850 sändebud i London, några månader av 1858 för tredje gången konseljpresident, 1858–62 åter sändebud i London, 1862–63 president i statsrådet och 1863–64 sändebud i Paris.